# Gandrange
Gandrange è un comune francese di 2 890 abitanti situato nel dipartimento della Mosella nella regione del Grand Est.

## Società

### Evoluzione demografica
Abitanti censiti